# Adrien Manglard
Pour les articles homonymes, voir Manglard.
Adrien Manglard né à Lyon le 10 mars 1695 et mort à Rome le 1er août 1760 est un peintre, graveur et collectionneur d'œuvres d'art français.
Peintre de paysage et de marine, il est principalement actif en Italie où il s'installe dans sa jeunesse.

## Biographie

### Enfance et famille
Adrien Manglard, premier fils d'Aimé Manglard et Catherine Rose Dupérier mariés depuis 21 mai 1683 dans la paroisse de Saint Michel, naît le 10 mars 1695 dans la ville de Lyon et meurt le 1er août 1760 à Rome. Viennent alors au monde deux frères Pierre et Daniel en 1700 et 1702 qui, en 1707, sont placés à l'hôpital de la Charité comme «  délaissés ».
Élève d'Adriaen Van de Kabel, son parrain, jusqu'à la mort de celui-ci en 1705, il reçoit en 1722 une première commande d'œuvre marine par le lieutenant et collectionneur de l'académie du dessin, Signor Gaburro à Florence.
Sa mère meurt à Avignon le 7 juin 1728. La même année, un des frères d'Adrien Manglard, Daniel,  part pour la Martinique. Il s'ensuit alors en 1731 le départ définitif de France du père d'Adrien Manglard.

### Carrière

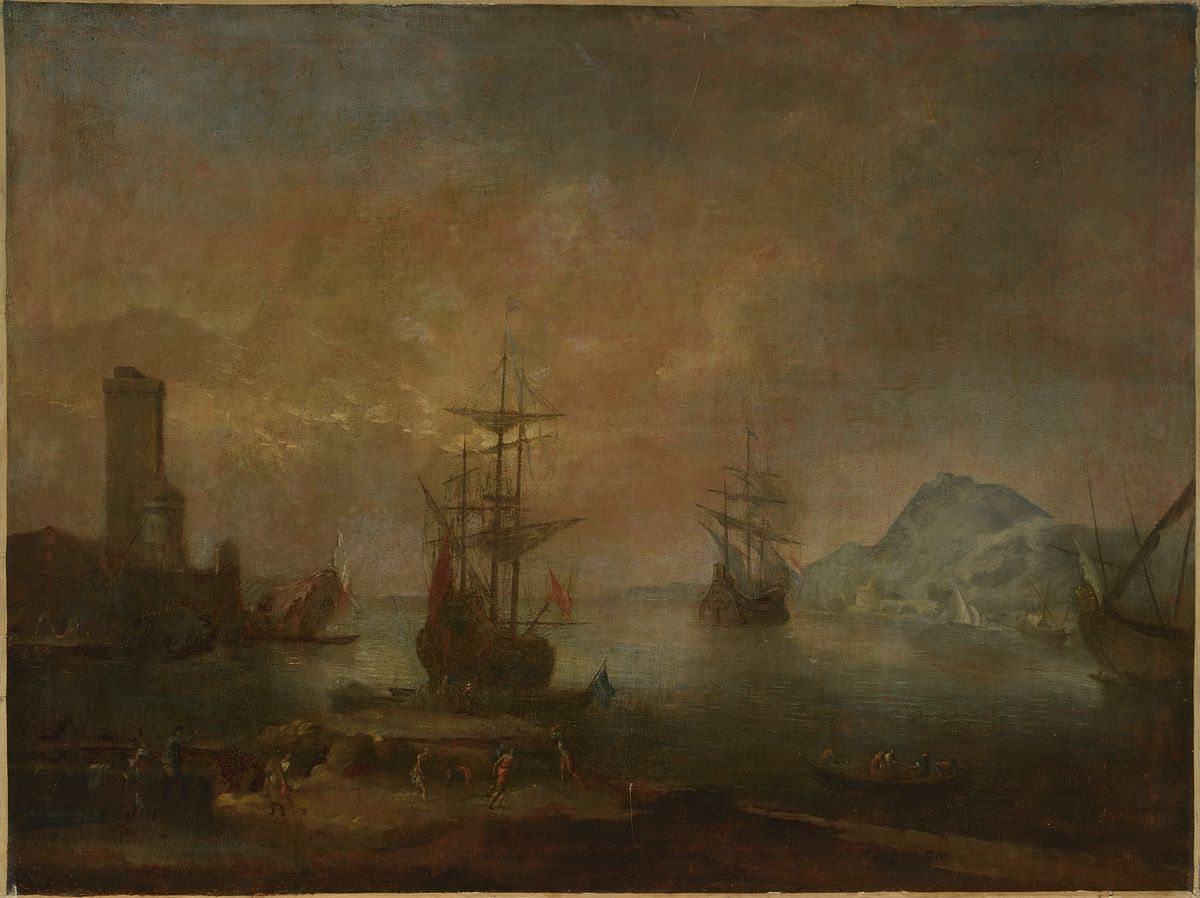
Marine (vers 1700), musée des Beaux-Arts de Lyon.

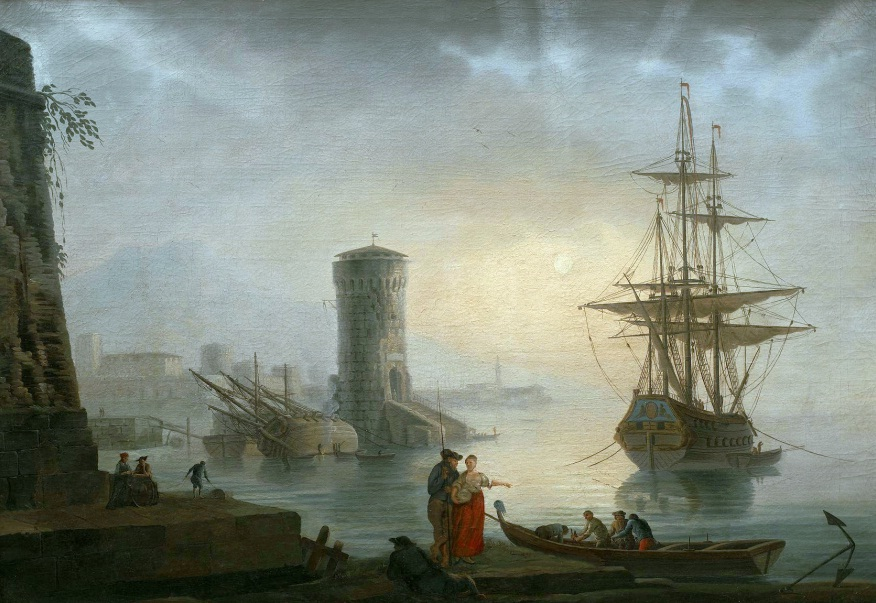
Port de Méditerranée (années 1740), Varsovie, palais de Wilanów.

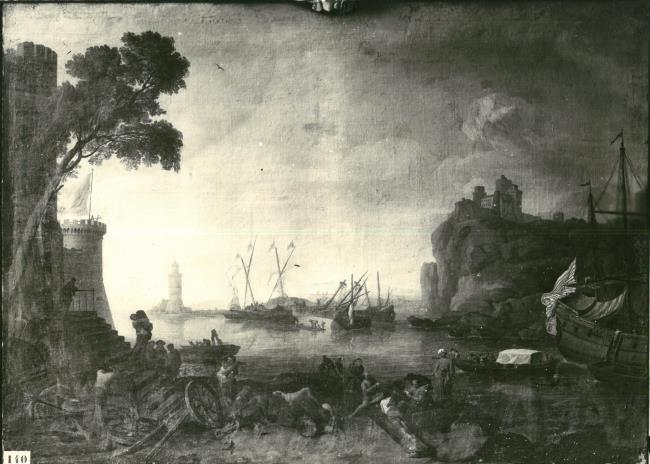
Marine (acquisition 1859), musée des Beaux-Arts de Chartres.

Filleul d'Adriaen Van der Kabel qui l‘initie à la peinture des personnages, c’est en quittant la France pour se rendre à Rome qu’en 1715 il s’initiera de la peinture de Claude Gellée de laquelle il retiendra les effets de lumière et la perspective aérienne. Il s’inspirera aussi beaucoup de Salvator Rosa auquel il empruntera les puissants clairs-obscurs. Il est admis à l'Accademia di San Luca en 1735
27 mai 1734, il est agréé à l’Académie royale de peinture et de sculpture. On dira de lui : « La compagnie aïant vue deux marines qu’il a envoyées […] il a été agréé tout d’une voix. » Deux années plus tard, le 26 novembre 1736, il est reçu académicien comme "peintre de marine" grâce à 12 votes favorables l’accès à toutes les réunions hebdomadaires de l’académie. Il exposera pour la première fois en 1736 dans une «  collection » de S. Giovanni Decollato. Il recevra des commandes de nombreuses grandes familles de l’époque à Rome dont les familles Rospigliosi, Colonna ou Pamphili ou encore de Philippe de Bourbon, duc de Parme. Ce dernier lui commande en 1757 cent tableaux de paysages et vues côtières pour ses palais à Parme et à Colorno.
Il était aussi célèbre à l’époque pour être le maître de Joseph Vernet.

### Dernières années, descendance et héritage
Le peintre aura vécu près de 50 ans en Italie, où il recevra de nombreuses commandes de la part de prestigieux clients, notamment la famille Rospigliosi ou encore le roi de Piémont. Ses œuvres sont, encore aujourd'hui, plus faciles à trouver en Italie qu'en France.
Il meurt en 1760 à Rome, célèbre mais oublié. Adrien Manglard meurt en effet sans héritier connu. C'est pourquoi, le 10 septembre, paraît dans Les Affiches de Lyon l'annonce suivante : « Le Sr Manglard, peintre, natif de Lyon, est mort depuis peu à Rome, où il étoit établi depuis longtemps. M. le Consul de France dans ce pays-là souhaiterait que ceux de ses parents qui ont le droit à son héritage, se fissent connoître. S'adresser au bureau des avis. »

### Œuvres à Rome
- Accademia Nazionale di San Luca (Académie Nationale de Saint-Luc). Vocazione degli Apostoli  – Vocation des Apôtres, 1735 (en restauration le 27-6-2017). Huile sur toile, cm. 60 x 85. Inv. 0218. Marina – Marine, huile sur toile, cm. 122 x 88,5. Inv. 0416. Attribution incertaine.
- Museo Boncompani Ludovisi per le arti decorative (pour les arts décoratifs). Entrée, de chaque côté de l’escalier, mur droit : Porto di Mare – Port de Mer,  huile sur toile de grande taille (cm. 150 x 200 ?). Mur gauche : Mare in burrasca – Tempête en mer, huile sur toile (mêmes dimensions).
- Musei Vaticani – Biblioteca Apostolica Vaticana (Bibliothèque Apostolique Vaticane), Stampa III 1 3 (1-18) Vedute (Vues) Chercher dans le catalogue en ligne, gabinette della grafica, stampe.
- Palazzo Braschi – Museo di Roma. Veduta di Zagarolo – Vue de Zagarolo, huile sur toile, cm. 144 x 260 (Zagarolo est une commune du Lazio située à 36 km à l’est de Rome). Il gioco del pallone nel cortile del Palazzo Rospigliosi – Le jeu de ballon dans la cour du palais Rospigliosi. 1740. Huile sur toile. Inv. MR 597. Festa a Maccarese in onore di San Giorgio 1° maggio 1756 – Fête à Maccarese en honneur de Saint Georges le 1er mai 1756. 1756, huile sur toile cm. 156 x 232. MR3339. Maccarese était à l’époque un bourg proche de Rome, depuis incorporé dans la commune de Fiumicino. Cattura di pirati turchi sulla spiaggia di Maccarese - Capture de pirates turcs sur la plage de Maccarese. 1756, huile sur toile cm. 225 x 157. Inv. MR 592. Non vu . La Festa, etc. et la Veduta di Zagarolo étaient probablement destinés à faire pendant. Commande de Rondinini, (voir .Il Museo di Roma racconta la città., per Aa. Vv. - plusieurs auteurs).
- Palazzo Chigi ou Aldobrandini Chigi (siège de la présidence du conseil). Adjacentes au Salon d’Or : Sala delle "Marine". (Salle des "Marines"), deuxième étage principal. Les murs sont recouverts de fresques de paysages portuaires. Sala dei Paesaggi Boscosi (Salle des Paysages Boisés), au même étage, murs recouverts de fresques de paysages, dits Paesaggi silvestri – Paysages sylvestres. Ne faisaient pas partie des salles incluses dans la visite guidée effectuée (2018). On peut voir des photographies, notamment de la première salle, sur internet.
- Palazzo Doria Pamphilj. Deux de ses tableaux au moins dans la collection, mais pas à Rome entre 2015 et 2020 : Inventaire n° 429 et 437.